# Suzu
Suzu（スズ、本名非公開、1994年9月9日 - ）は、日本の女性シンガーソングライター。沖縄県那覇市出身。

## 人物
プラスチックのコップでリズムを刻むパフォーマンス「カップス（CUPS）」を取り入れた歌で注目される。

## 経歴
公式サイトのプロフィールによる。
- 小学6年生の時に父親からギターをもらい、音楽を始めるきっかけとなる。
- 16歳の時から、Taylor Swift, Miley Cyrus, Avril Lavigneなどの洋楽アーティスト楽曲のカバーを主にして、沖縄県北谷町のライブハウスで飛び入りでのライブや、ストリートライブ活動を始めるようになる。
- 2012年11月、インディーズ1st Single「うそつき」をリリース。FM沖縄の12月度パワープッシュ楽曲にも選ばれ、ローカルチャート1位を獲得[1]。
- 2013年初春、北欧・スウェーデンのヒットメーカー、エリック・リボムをプロデューサーに迎え、共同での楽曲制作をスタート[1][注 1]。
- 2013年2月、エリック・リボムに会うために渡航中、機内で上映された米国映画「ピッチ・パーフェクト」に登場する主役の女性がさりげなくカップスをしながら歌う場面を見て面白そうだと思い、自分も取り入れることにする[2]。
- 2013年9月、インディーズ2nd  Single「別れみち」をリリース。地元No.1情報誌の表紙を飾り、地元沖縄のラジオ各局でも大量オンエア、自身もテレビやラジオ番組へ多数出演し注目を集め、2作連続で沖縄ローカルチャート1位を獲得する[1]。
- 2014年2月、ミニアルバム「step by step」でメジャーデビュー
- 2014年4月、「you can do it !」がオリコンウィークリーチャート初登場48位。
- 2015年3月、　[虹色color]が発売。　MBS・TBS系ドラマ女くどき飯のエンディングテーマにタイアップされた。
- 同年4月22日、フルアルバム発売前にSuzuが体調不良になり、活動休止。予定されていたライブ、アルバムのワンマンライブすべてが中止となった。
- 同年5月にファーストフルアルバム [未来地図] が発売された。
- 同年8月22日、活動再開。
- 同年ユニバーサルミュージックと契約終了。

## ディスコグラフィ
| # | 発売日         | タイトル              | 品番      |
| - | -------------- | --------------------- | --------- |
| 1 | 2012年11月28日 | うそつき              | NCR-006   |
| 2 | 2013年9月25日  | 別れみち              | NCR-008   |
| 3 | 2014年4月2日   | you can do it !       | UPCH-9930 |
| 3 | 2014年4月2日   | you can do it !       | UPCH-5815 |
| 4 | 2014年8月20日  | LOVE TO YOU -by CUPS- | UPCH-5819 |
| 5 | 2015年3月18日  | 虹色color             | UPCH-5837 |
| 5 | 2015年3月18日  | 虹色color             | UPCH-9997 |

| # | 発売日        | タイトル     | 品番      |
| - | ------------- | ------------ | --------- |
| 1 | 2014年1月29日 | step by step | PROJ-1010 |
| 1 | 2014年2月12日 | step by step | UPCH-1966 |

|  |

| # | 発売日       | タイトル                | 品番 |
| - | ------------ | ----------------------- | ---- |
| 1 | 2014年5月6日 | ひかりの方へ - Single - |      |

| # | 発売日        | タイトル                                   | 備考                            |
| - | ------------- | ------------------------------------------ | ------------------------------- |
| 1 | 2014年8月13日 | GILLE 「ONE -君がいる理由-」duet with Suzu | アルバム「TREASURES」通常盤収録 |

| # | 公開日       | タイトル                   |
| - | ------------ | -------------------------- |
| 1 | 2014年8月2日 | 映画「放課後ロスト」主題歌 |

MVコラボ

「青空エール」集英社 別冊マーガレットで人気連載中の吹奏楽部マンガの金字塔『青空エール』とコラボレーション

『you can do it!』～前編～

『ひかりの方へ』～後編～

## タイアップ

### 2014年

#### 「別れみち」
- 琉球朝日放送『こぎざみぷらす』 エンディングテーマ

#### 「step by step」
- テレビ東京系アニメ「マイリトルポニー～トモダチは魔法～」のエンディングテーマ
- RBCテレビ『沖縄BON！』エンディングテーマ
- 読売テレビ「音楽ノチカラ」エンディングテーマ
- るるぶトラベル　テレビCM

#### 「you can do it！」
- テレビ東京系「探検ドリランド -1000年の真宝-」エンディングテーマ
- ABC・テレビ朝日系列24局「朝だ!生です 旅サラダ」エンディングテーマ
- 全国ラジオパワープレイ合計35冠獲得

#### 「wake up」
- 読売テレビ・日本テレビ系「情報ライブ ミヤネ屋」エンディング曲

## ミュージックビデオ
| 監督     | 曲名                                                                                                  |
| 土屋隆俊 | 「LOVE TO YOU -by CUPS-」(出演:掛札拓郎) 「you can do it!」(出演:瀬戸利樹) 「虹色color」 「未来地図」 |
| 代田栄介 | 「step by step」                                                                                      |
| 不明     | 「別れみち」 「LOVE」(出演:井田彩花) 「ひかりの方へ」(出演:瀬戸利樹)                                  |

## 出演

### ラジオ
- Suzuのstep by step（2013年9月 - 12月、FM沖縄）
- もしもし…こんばんは!（2014年1月3日 - 12月26日、FM横浜）
- ナガオカ×スクランブル（2014年10月1日 - 2015年9月16日[5]、CBCラジオ） - 水曜レギュラー

## ライブ

### ワンマンライブ
| 日付          | タイトル                                        |
| ------------- | ----------------------------------------------- |
| 2013年11月3日 | Suzu ‘step by step’in LIVEHOUSE MOD’S           |
| 2013年12月2日 | Suzu ‘step by step’ The 1st step in Tokyo       |
| 2014年2月15日 | メジャーデビュー記念ライブ 沖縄 LIVEHOUSE MOD’S |
| 2014年3月2日  | Suzu Special Live 渋谷 eggman                   |
| 2014年5月6日  | Suzu Special Live 渋谷 eggman Vol.2             |

### 出演イベント
- 2013年10月22日 - HARVEST MOON
- 2013年10月24日 - Bookmark vol.39
- 2013年12月10日 - Grateful☆Girls vol.132•5
- 2013年12月15日 - N Cube Entertainment Presents Winter 2013
- 2014年02月17日 - TBS「ライブB♪」公開収録
- 2014年04月13日 - 2014 かわさきアジアンフェスタ
- 2014年04月20日 - トアロード・アコースティックフェスティバル2014
- 2014年05月01日 - AIR-G' 時計台アコースティックライブ Vol.103
- 2014年05月21日 - J-WAVE TOKYO REAL-EYES "LIVE SUPERNOVA"vol.92
- 2014年05月25日 - n・g・g・f ～new guitar girls fes.～
- 2014年06月07日 - SAKAE SP-RING 2014
- 2014年06月27日 - ALLaNHiLLZ×shibuya eggman presents 『HaLLELUJaH-ハレルヤ-vol.29』
- 2014年07月03日 - sweet breath
- 2014年07月27日 - TBC夏まつり2014 絆みやぎ～KEEP ON!～
- 2014年07月28日 - 音霊 OTODAMA SEA STUDIO 2014 「SOUND OF HER VOICE 2014」
- 2014年08月16日 - SUMMER SONIC 2014
- 2014年10月03日 - カサリンチュ&7!! アコースティック・ツアー2014 ☆島人DAKARA☆
- 2014年10月04日 - MEGA★ROCKS 2014
- 2014年10月11日 - MINAMI WHEEL 2014]
- 2014年10月12日 - 東海学園大学 第51回 東海祭
- 2014年11月15日 - guitar girls recommend
- 2015年02月12日 - Bell sound もあい ～eggman編～
- 2015年03月14日 - HAPPY JACK 2015
- 2015年03月15日 - TENJIN ONTAQ 天神音たく
- 2015年03月21日 - SANUKI ROCK COLOSSEUM 2015
- 2015年04月18日 - 沖縄・宮城 ゆいまーる ライブ&マーケット
- 2015年04月29日 - HUG ROCK FESTIVAL 2015
- 2015年07月05日 - GIRLS UNPLUGGED SESSION in OKINAWA 2015
- 2015年08月22日 - 美浜パーク ストリートライブ
- 2016年07月19日 - ウダガワガールズコレクション vol.149

## 備考
- 夢は、「夢は世界中の人にSuzuの歌を聴いてもらうこと。そのために日本語でも英語でも歌詞を書いて歌うシンガー・ソングライターになりたい」であると取材に答えている。
- 小さいころからディズニーが好きで、音楽に興味を持ったのもディズニーがきっかけである。
- 初のフルアルバムのリード曲未来地図はSuzuが高校生時代に書いた歌である。
- アルバムタイトルには 「イケイケゴーゴー！｣ という候補もあった。